# مبانی ژئوپولیتیک
مبانی ژئوپولیتیک: ژئوپولیتیک آیندهٔ روسیه یک کتاب در زمینهٔ ژئوپولیتیک است که توسط الکساندر دوگین نوشته شده‌است. این کتاب تأثیر زیادی در نیروهای نظامی، پلیس و نخبگان سیاست خارجی روسیه داشته‌است و ادعا شده که به عنوان کتاب درسی در آکادمی ستاد کل نیروهای مسلح روسیه تدریس می‌شود.

## نقش و کاربرد کتاب
این کتاب با همکاری ژنرال نیکولای کلوکوتوف از استادان آکادمی ستاد کل نیروهای مسلح روسیه نوشته شده‌است. همچنین احتمال دارد سرهنگ ژنرال لئونید ایواشف رئیس واحد بین‌الملل وزارت دفاع روسیه نیز به عنوان مشاور نویسندگان در این پروژه نقش داشته‌است. کلوکوتوف اعلام کرده‌است که این کتاب در آینده «به عنوان یک بنیان ایدئولوژیک محکم برای آماده‌سازی یک فرماندهی نظامی جدید عمل خواهد کرد».
دوگین ادعا کرده‌است که این کتاب به عنوان یک کتاب درسی در بسیاری از موسسات آموزشی روسیه تدریس می‌شود.

## محتوای کتاب
کتاب اعلام می‌کند که «نبرد برای حاکمیت جهانی روس‌ها» تمام نشده و روسیه «خاستگاه یک انقلاب جدید ضد بورژوایی و ضد آمریکایی» خواهد بود. امپراتوری اوراسیایی «بر پایهٔ اصل بنیادی دشمن مشترک شکل خواهد گرفت: مقابله با آتلانتیسیسم، سلطهٔ استراتژیک آمریکا و جلوگیری از حاکمیت ارزش‌های لیبرال بر ما».
عملیات نظامی در تحقق این طرح نقش نسبتاً کمی دارد. نویسندگان کتاب معتقدند که این طرح باید از طریق یک برنامهٔ پیچیدهٔ براندازی (subversion)، بی‌ثبات‌سازی (destabilization) و دروغ‌پردازی (disinformation) که سرویس‌های ویژهٔ روسی جلودار و پیشگام طراحی و اجرای آن باشند، عملی شود. این عملیات‌ها باید از کمک‌های سنگین، مصمّم، مستمر و بلاانقطاع صنعت گاز، نفت و سایر منابع طبیعی روسیه برخوردار باشند تا بتوان بر کشورهای دیگر اعمال زور و فشار کرد.
در این کتاب آمده‌است که «هدف نهایی بایستی 'فنلاندیزاسیون' تمام اروپا باشد».
در اروپا:
- باید به آلمان حاکمیت سیاسی بر اکثر مناطق پروتستان و کاتولیک اروپای مرکزی و شرقی پیشنهاد شود. می‌توان استان کالینینگراد را به آلمان بازپس داد. کتاب از اصطلاح "محور مسکو-برلین" استفاده می‌کند.
- باید فرانسه را به تشکیل یک "بلوک فرانکو-ژرمن" با آلمان تشویق کرد. هر دو کشور دارای یک "سنّت قوی ضدّ آتلانتیک‌گرایی" هستند.
- بریتانیا باید از اروپا جدا شود.
- فنلاند باید جزو روسیه شود. جنوب فنلاند با جمهوری کارلیا ترکیب شده و شمال فنلاند "به استان مورمانسک ضمیمه خواهد شد".
- استونی باید به حوزهٔ نفوذ آلمان الحاق شود.
- لتونی و لیتوانی باید در منطقهٔ اوراسیایی-روسی «جایگاه ویژه‌ای» داشته باشند.
- باید به لهستان "جایگاه ویژه"ای در منطقهٔ اوراسیا اعطا شود.
- رومانی، مقدونیه، "بوسنی صرب" و یونان – "شرق جمع‌گرای ارتدوکس" – با "مسکو؛ روم سوم " متحد می‌شوند و "غرب راسیونال-فردگراً را طرد خواهند کرد.
- اوکراین باید ضمیمهٔ روسیه شود، زیرا "اوکراین به مثابه یک دولت هیچ معنای ژئوپولیتیکی ندارد، نه فرهنگ داخلی خاص یا اهمیت جهانی والایی دارد، نه اتحاد جغرافیایی یا اتحاد قومی. جاه‌طلبی‌های ارضی آن نشان‌دهندهٔ یک خطر دائمی برای همهٔ اوراسیاست و بدون حل مشکل اوکراین به طور کلی، صحبت در مورد سیاست‌های قاره‌ای بی‌معناست". نباید به اوکراین اجازه داد مستقل باقی بماند، مگر اینکه آن را به عنوان کشور حائل بپذیریم که آن هم چندان قابل قبول نیست.

در خاورمیانه و آسیای مرکزی:
- کتاب بر تشکیل "اتحاد قاره‌ای روسی-اسلامی بر پایهٔ ضدیت با استراتژی آتلانتیک‌گرایی" تأکید دارد. این اتحاد بر "ویژگی‌های سنتی روسیه و تمدن اسلامی" مبتنی است.
- ایران یک متحد کلیدی است. این کتاب از اصطلاح "محور مسکو-تهران" استفاده می‌کند.
- ارمنستان نقش خاصی دارد: این کشور به عنوان یک "پایگاه استراتژیک" عمل خواهد کرد و برای ایجاد "محور [فرعی] مسکو - ایروان - تهران" ضروری است. ارامنه "یک قوم آریایی هستند … درست [مانند] ایرانیان و کردها".
- آذربایجان می‌تواند "تقسیم شده" یا به ایران بازگردانده شود.
- گرجستان را باید تجزیه کرد. آبخازیا و "اوستیای متحد" (که شامل استان اوستیای جنوبی گرجستان فعلی است) به روسیه داده خواهد شد. سیاست‌های گرجستان مستقل غیرقابل قبول هستند.
- روسیه نیازمند ایجاد "شوک‌های ژئوپولیتیک" در درون ترکیه است. این را می‌توان با به‌کارگیری کردها، ارامنه و دیگر اقلیت‌ها ایجاد کرد.
- این کتاب قفقاز و "سواحل شرقی و شمال خزر (شامل سرزمین‌های قزاقستان و ترکمنستان)" و آسیای مرکزی (یعنی قزاقستان، ازبکستان، قرقیزستان و تاجیکستان) را جزوی از سرزمین روسیه می‌شمرد.

در آسیا:
- چین که خطری برای روسیه محسوب می‌شود، "باید تا حداکثر درجهٔ ممکن خنثی‌سازی شود". دوگین پیشنهاد می‌کند که روسیه خنثی‌سازی را با تملّک تبت-سین کیانگ-مغولستان-منچوری به عنوان یک کمربند امنیتی آغاز کند.[۲] روسیه باید در ازای این مناطق و به عنوان جبران خسارت ژئوپولیتیکی به تسلط چین «در جهت جنوب – هندوچین (به جز ویتنام)، فیلیپین، اندونزی و استرالیا» کمک کند.
- روسیه باید سیاست ژاپنی را با پیشنهاد جزایر کوریل تحت تأثیر قرار دهد و آن را بر ضد آمریکا تحریک کند.
- مغولستان باید جذب اوراسیا-روسیه شود.

این کتاب تأکید می‌کند که روسیه باید ضدیت با آمریکا را در همه جا گسترش دهد: «'بز قربانی' (scapegoat) اصلی دقیقاً ایالات متحده آمریکا خواهد بود».
در ایالات متحده:
- روسیه باید از سرویس‌های ویژه‌اش در درون مرزهای ایالات متحده استفاده کند تا بی‌ثباتی و تجزیه‌طلبی را شعله‌ور سازد. به عنوان مثال باید «نژادپرستان آفریقایی-آمریکایی» را تحریک نمود. روسیه باید «اختلال‌ها و بی‌نظمی‌های ژئوپولیتیک را به فعالیت‌های درونی آمریکا منتسب کند و انواع تجزیه‌طلبی‌های قومی و اجتماعی و نژادی را تشویق نماید و فعالانه از همه حرکت‌های مخالف - اعم از افراطی، نژادپرستی و گروه‌های فرقه‌ای - حمایت کند، تا در نتیجه فرایندهای سیاست داخلی آمریکا را بی‌ثبات سازد. همچنین منطقی است که به‌طور همزمان به پشتیبانی از گرایش‌های انزواطلبانه در سیاست آمریکا بپردازد.»

پروژهٔ اوراسیا می‌تواند به آمریکای جنوبی و مرکزی نیز گسترش یابد.

## نقدها
جان بی. دانلوپ، عضو ارشد انستیتو هوور، اظهار داشته‌است که «اثرگذاری این کتاب آموزشی 'اوراسیاگرایی' بر نخبگان اصلی روسیه، مؤید نگرانی‌هایی است که از ایده‌ها و احساسات فاشیستی اواخر دورهٔ یلتسین و پوتین ابراز می‌شد.»
در مقاله‌ای که توسط تیموتی اسنایدر در نقدنامهٔ کتاب نیویورک منتشر شده، آمده‌است که مبانی ژئوپلوتیک تحت تأثیر کارل اشمیت نگاشته شده‌است. اشمیت طرفدار یک نظم بین‌المللی محافظه‌کارانه بود و آثارش تحت تأثیر نازی‌ها قرار داشت